# مضغوط (دواء)

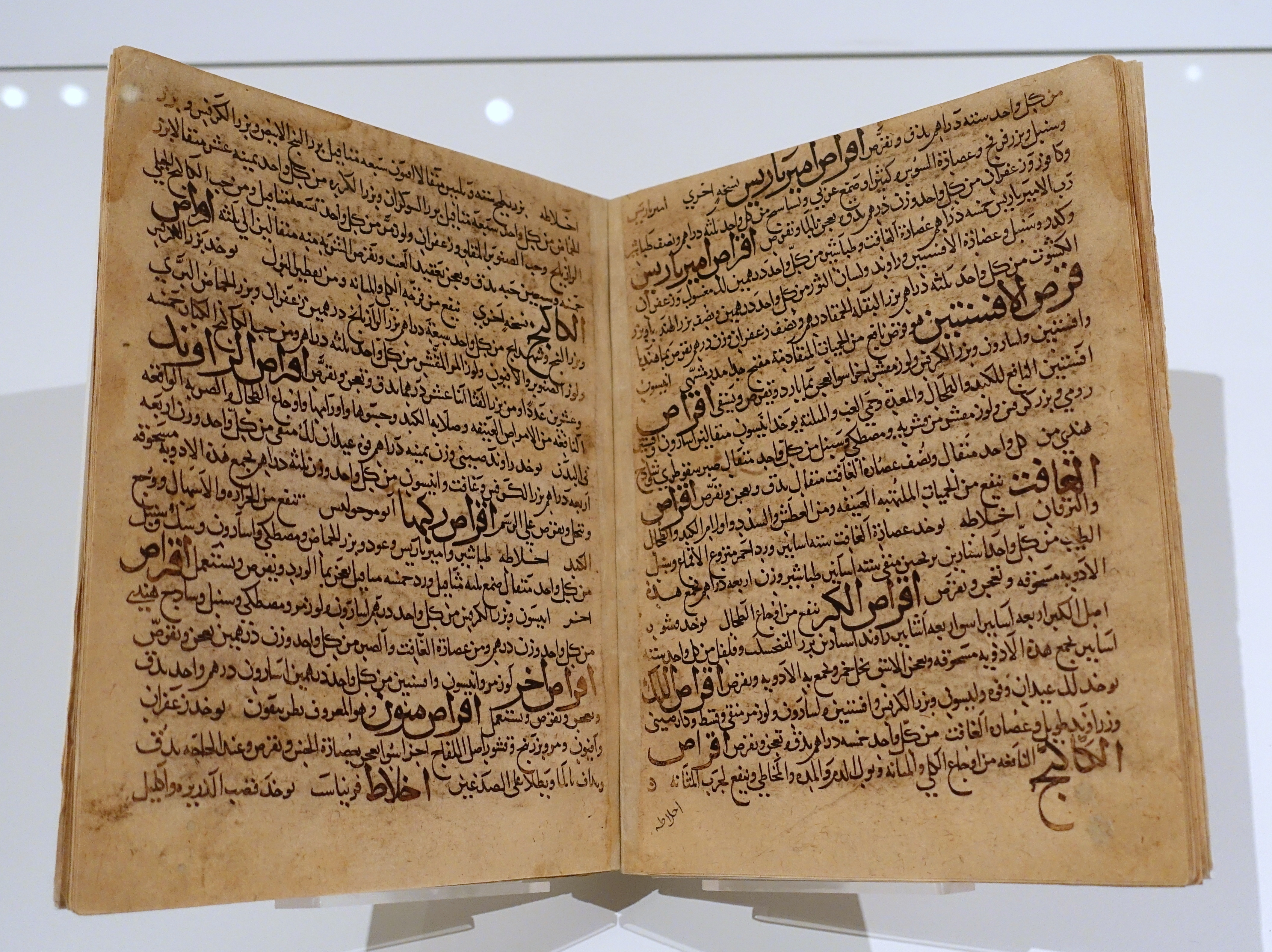
أنواع الأقراص في كتاب القانون في الطب لابن سينا

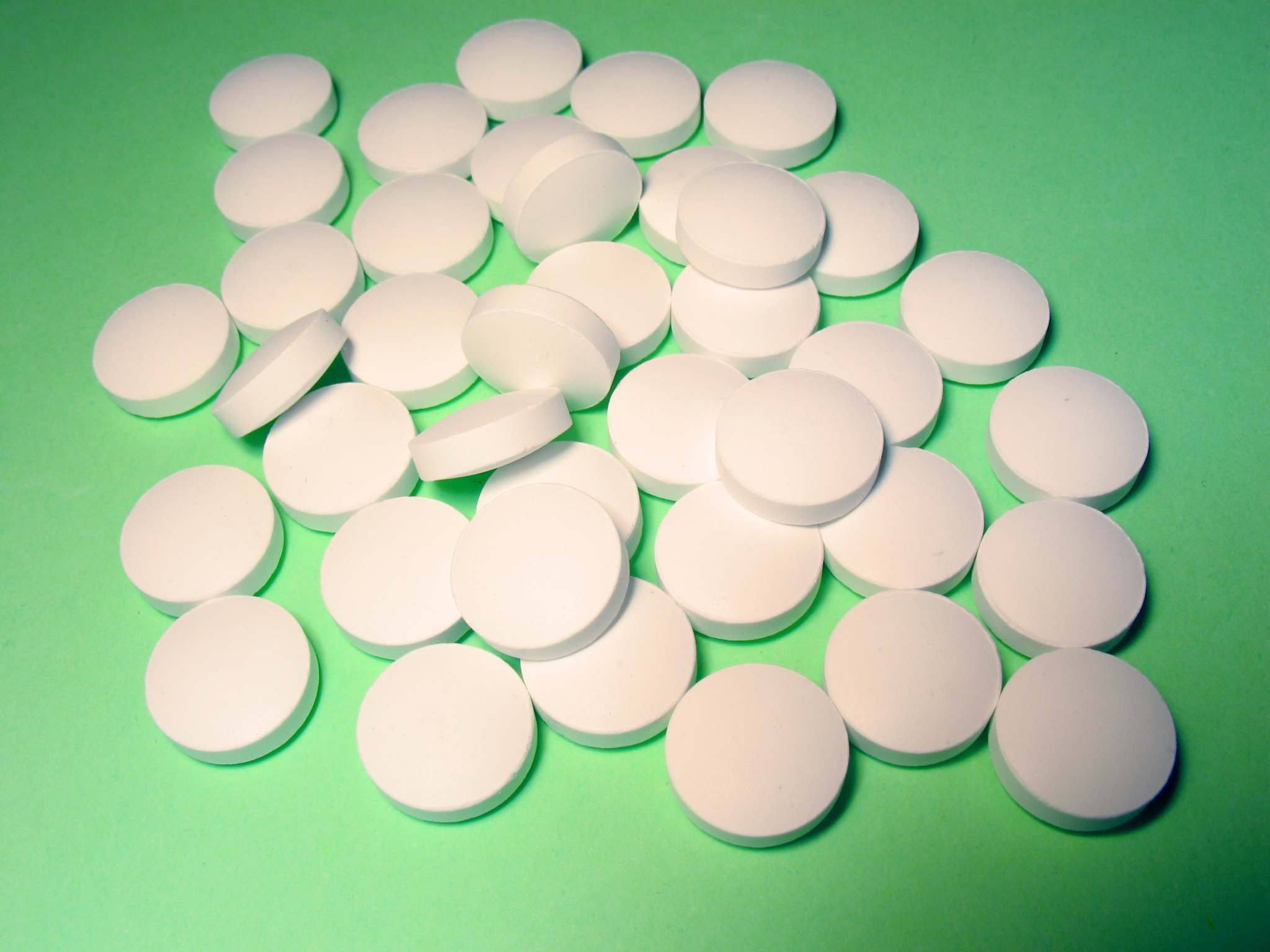
المضغوطات على شكل أقراص

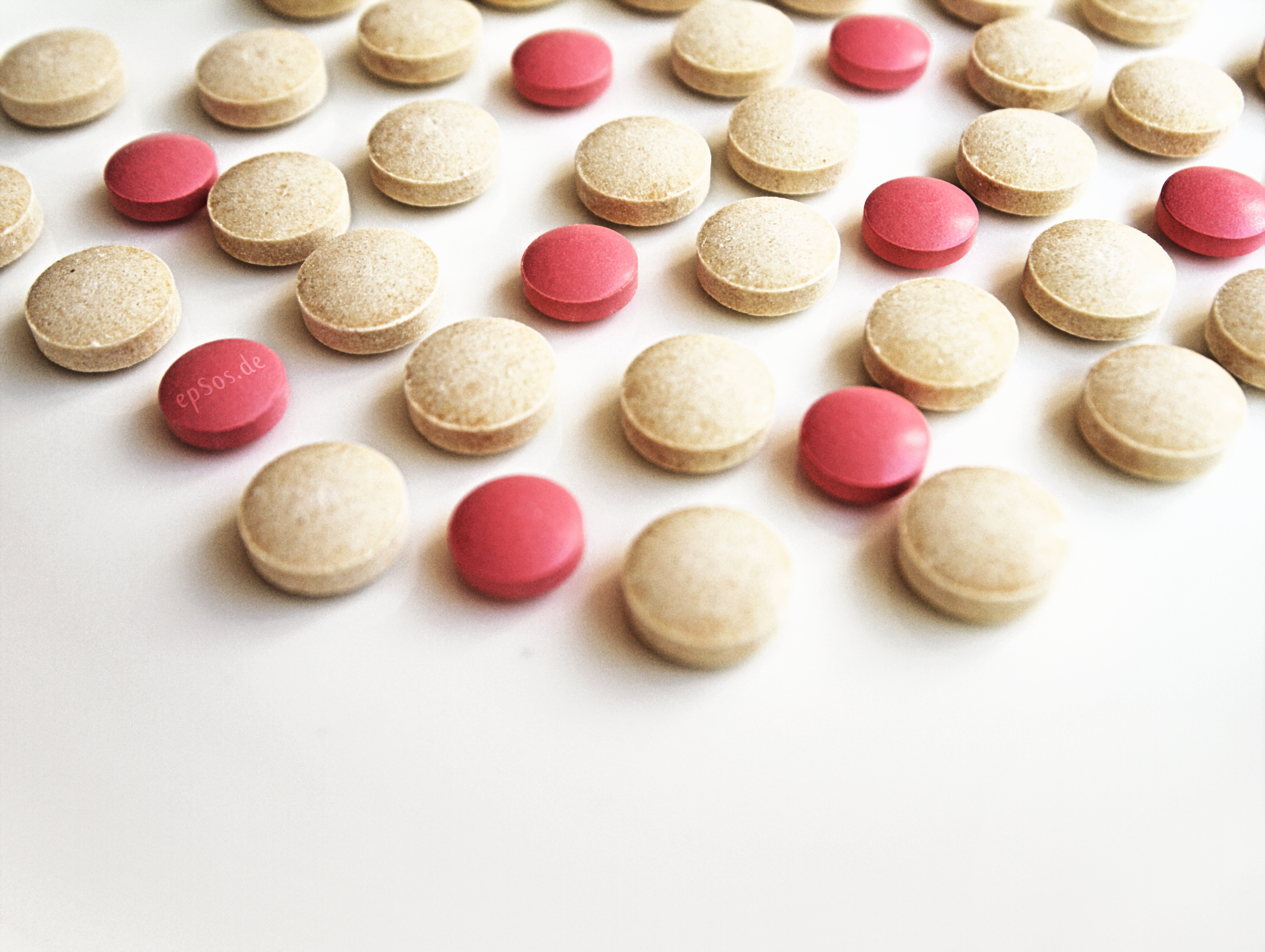

المضغوطات أو الأقراص (في مصر وبعض البلدان العربية) أشكال صيدلانية صلبة تحتوي على مادة فعالة دوائية، أو عدة مواد فعالة، وقد تحتوي أيضا مواد مساعدة. تٌحضّر صناعيا من المساحيق بواسطة آلات ضغط عالية التقنية. وتعتبر المضغوطات من أكثر الأشكال الصيدلانية ملاءمة لتناول الدواء لسهولة إدخالها عن طريق الفم، وغالباً دون تدابير إضافية أو إزعاج للمريض.
- الإنتاج الشامل صناعياً بكميات كبيرة يقلل من كلفتها، ثبات مكوناتها وميزاتها المتعددة التي تنفرد بها عن باقي الأشكال الصيدلانية الأخرى أدت إلى إدخالها بطرق مختلفة للجسم لأغراض علاجية متعددة واستعمالها في مجالات أخرى.[2]
- تعد من أهم الأشكال الصيدلية في معامل الأدوية وأكثرها استعمالا في معظم دول العالم.
- معظم المضغوطات مخصصة للإعطاء عبر الفم، غير أن بعضها يكون مهيئا لأن يمضغ في الفم (بالإنجليزية: Chewable Tablets) وبعضها لأن يذوب فيه (buccal tablets) أو يوضع تحت اللسان (sublingual tablets) في حين أن المضغوطات الفوّارة (effervescent tablets) تٌحل في الماء قبل التناول.

تصنّع المضغوطات بحيث تحتوي على جرعة معينة من المادة الدوائية ومن أجل مرونة الاستعمال تقوم مصانع الأدوية بتحضير مضغوطات ذات جرعات مختلفة لنفس المادة.
للمضغوطات أشكال وأوزان مختلفة: منها ما يحضر بالقالب «mold» (فتسمى أقراص)، ومنها ما يحضر بالضغط «compression» (فتسمى مضغوطات compressed tablets).

## أنواع المضغوطات

### مضغوطات الاستعمال الداخلي
- الفوارة (بالإنجليزية: effervescent tablets).
- الشدقية وتحت اللسان buccal and sublingual tablets.
- القابلة للمضغ «chewable tablets».
- تحت الجلد (الغروسات) «hypodermic tablets».

### مضغوطات الاستعمال الخارجي
- المهبلية «vaginal»
- المستخدمة لتحضير المحاليل.

### المضغوطات الملبّسة
- الملبسة سكرياً (بالإنجليزية: Sugar Coated Tablets).
- الملبسة بالفلم (بالإنجليزية: Film Coated Tablets).
- الملبسة معوياً (بالإنجليزية: Enteric Tablets).

## الإيجابيات والسلبيات

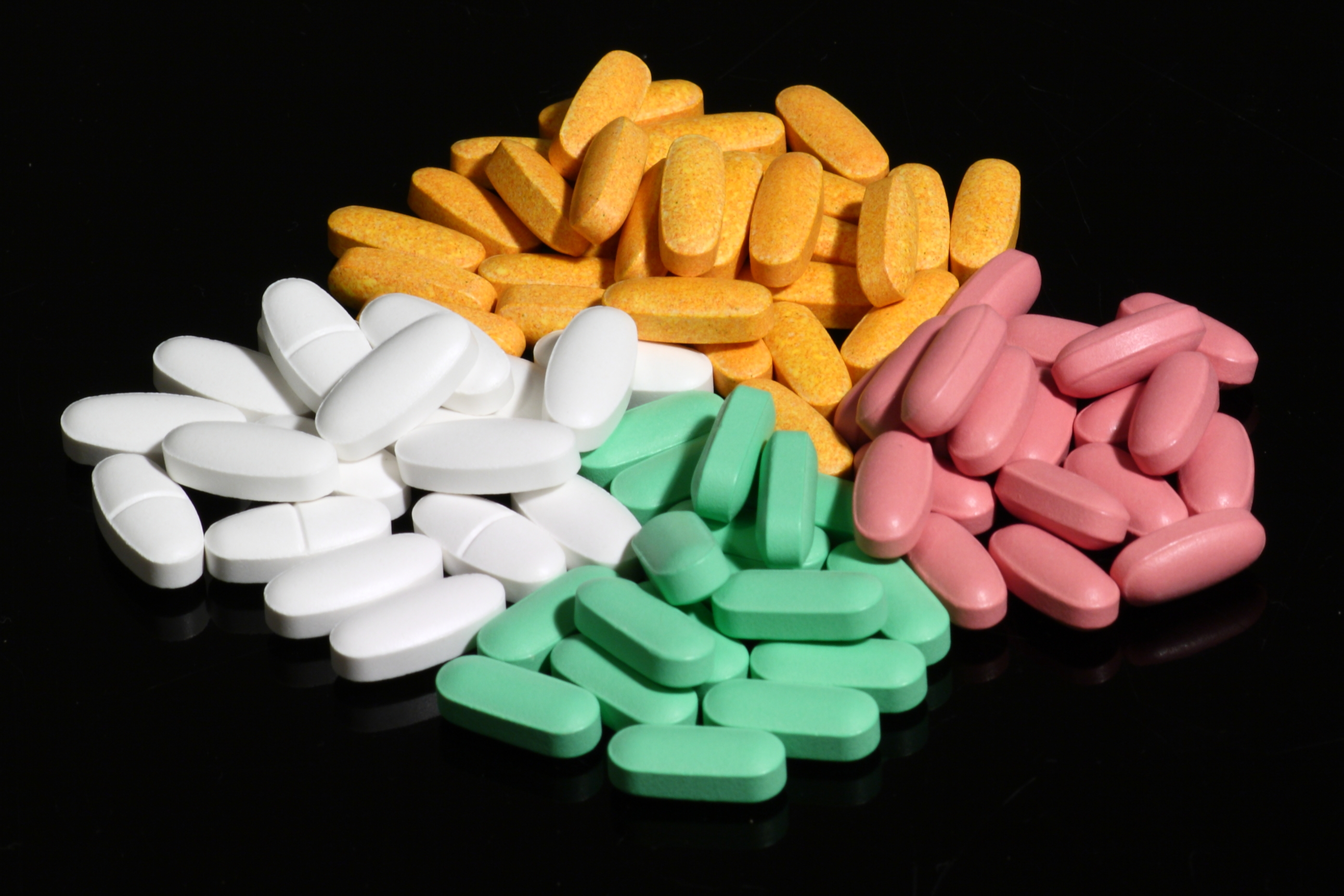
الاختلافات العامة على تصميم الأقراص والتي يمكن تمييزها بكل من اللون والشكل

### ميزات المضغوطات
- تمكّن من إعطاء جرعة دقيقة من المادة الدوائية بسهولة
- سهلة الحمل من قبل المريض وسهلة الشحن من قبل المصنّع
- المواد الفعالة بشكلها الصلب في المضغوطات أكثر ثباتا من محاليلها في الأشكال السائلة
- يمكن تحضيرها بأعداد كبيرة بسهولة وسرعة وبكلفة انتاجية منخفضة مقارنة بالأشكال الأخرى
- تسمح بإخفاء الطعم أو الرائحة غير المقبولين لبعض المواد عند تلبيسها
- تسمح طرق التحضير الصناعية المتطورة بالحصول على مضغوطات متجانسة المحتوى من المواد الفعالة بشكل كبير
- يمكن أن تحوي مواد فعالة غير ذوابة في الماء.
- يمكن تحسين طعمها عند احتوائها مواد غير مستساغة
- يمكن تلبيسها سكريا لتحسين مظهرها وتقبل المريض لها أو تلبيسها بطبقة رقيقة بأحد البوليميرات المولدة للأفلام
- تسمح بالتحكم بموقع التأثير (من امتصاص سريع حتى التحرر في القولون)
- تضمن ثبات المادة الفعالة لفترات طويلة (2-5)سنوات عند التخزين المناسب.
- معظم المواد الفعالة قابلة للتحضير بشكل مضغوطات.
- الزيوت، الصبغات والخلاصات السائلة يمكنها وحتى درجة معينة من الادمصاص على مسحوق مناسب أن تحضر بشكل مضغوطات
- امكانية الجمع بين مواد دوائية متنافرة في شكل واحد (حثيرات مختلفة، مضغوطة متعددة الطبقات، مضغوطة ذات معطف)

### مساوئ المضغوطات
- يتطلب تحضيرها استعمال سواغات متعددة قد يكون لبعضها تأثيرات غير مرغوبة أحيانا
- صعوبة تحضير مضغوطات تحوي زيوتا طيارة أو خلاصات سائلة بدون اتخاذ اجراءات خاصة
- صعوبة بلع المضغوطات لدى الأطفال وبعض الكبار
- التطعيم والتلوين الجيد للمضغوطات يجعلها أحيانا شكلا محببا للأطفال يحدو بهم للإفراط في استعمالها
- إن صياغة المضغوطات حساسة جدا وتتطلب خبرة كبيرة كما تتفكك المضغوطة وتحرر المادة الفعالة في المكان وضمن الزمان المناسبين
- عندما تكون جرعة الدواء كبيرة فإن المضغوطة ستكون كبيرة الحجم.
- الزمن اللازم لتفكك المضغوطة ومن ثم انحلال المادة الفعالة يشكل عائقا أمام الأدوية التي يطلب منها تأثير سريع ومباشر
- إن عملية الضغط قد تغير الصفات الفيزيائية، أبعاد الأجزاء والشكل البلوري للدواء وهذا قد يؤثّر على فعله بعد الإعطاء
- تنتج لدينا مضغوطات مشوّهة أحيانا بسبب قصور الخواص الفيزيائية والكيميائية للمادة الفعالة على استيعاب قوة الضغط ومن هذه التشوهات نذكر منها:
- 1- (بالإنجليزية: Capping) وهو انفصال قمة المضغوطة وخاصة المحدبة منها

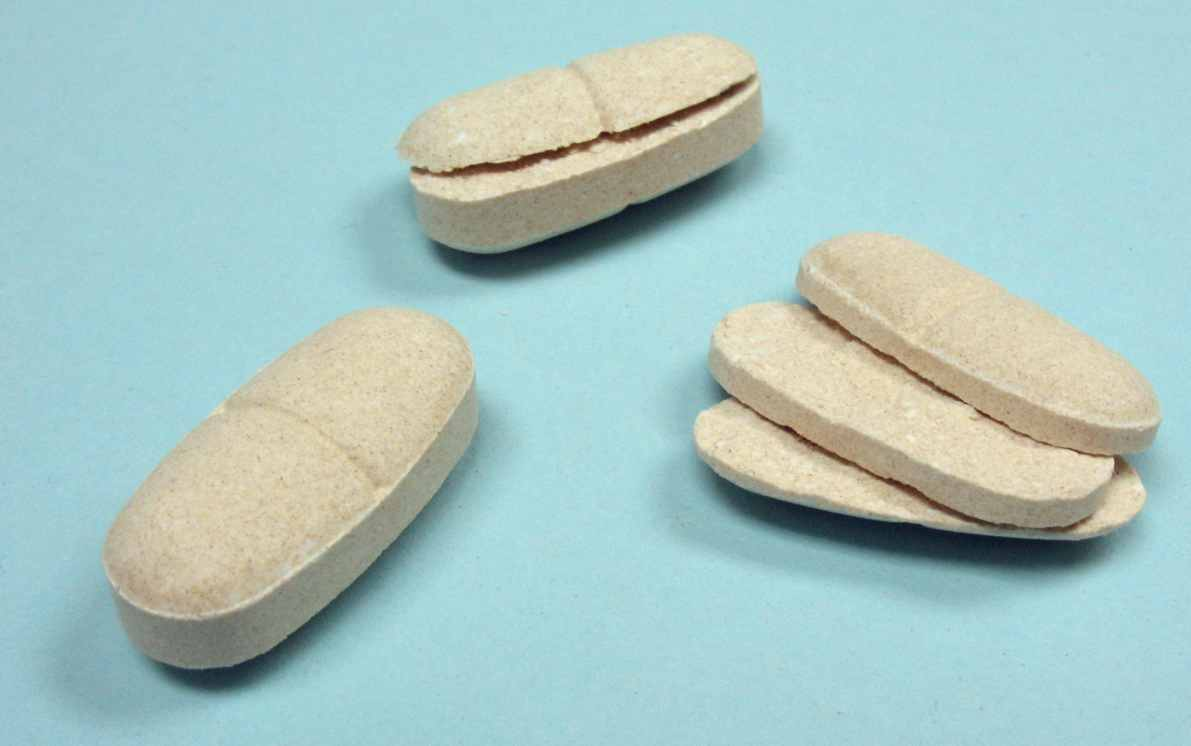
الأقراص التي فشلت بسبب الانفلاق والانفصال

- 2- (بالإنجليزية: Lamination) انفصال المضغوطة إلى طبقتين أو أكثر
- 3- (بالإنجليزية: Picking) تنقّر المضغوطة أي فقدان جزء من سطح المضغوطة والتصاقه بالآلة
- 4- (بالإنجليزية: Chipping) انفصال في حواف المضغوطة

- هنالك بعض الأدوية التي لا يمكن أن تعطى فموياً كالأدوية البرويتينة ومنها الإنسولين الذي يمكن أن يتمسّخ بحموضة المعدة. فهذه الأدوية لا يمكن أن تصنع على شكل مضغوطات. وهنالك بعض الأدوية والتي يمكن أن تفقد فعاليتها بالكبد عندما تصل إليه من السبيل المعدي المعوي عبر أشكال صيدلانية
- قد يكون لها تأثير سمي أحيانا
- يمكن أن تكسب المضغوطات لونا غير متجانس أحيانا بسبب هجرة الملون أثناء التجفيف

## المضافات الصيدلانية

### المطعمات والمحليات
يمكن إضافة بعض المطعمات (طعم البرتقال أو الفريز مثلا) أو المحليات الصنعية (السكرين أو الآسبارتام) إلى المضغوطات لإعطاء المذاق الجيد أو لتغطية مذاق سيئ.
إن معظم المطعمات حساس للحرارة لذاتضاف مع الطور الخارجي

### المواد الماصةأوالممتزة
تستعمل لتحضير مضغوطات تحتوي على مواد زيتية أو خلاصات سائلة حيث تمتاز بقدرتها على امتصاص هذه السوائل عند مزجها معها ومن ثم يصبح بالإمكان تحثيرها وضغطها
أمثلة: Avicel, Kaolin, magnesium carbonate, silica

### مواد مبللة
تضاف عندما تكون المواد الفعالة كارهة للماء وضعيفة الذوبان به (العوامل الفعالة على السطح مثل توين 80

عملية ضغط القرص

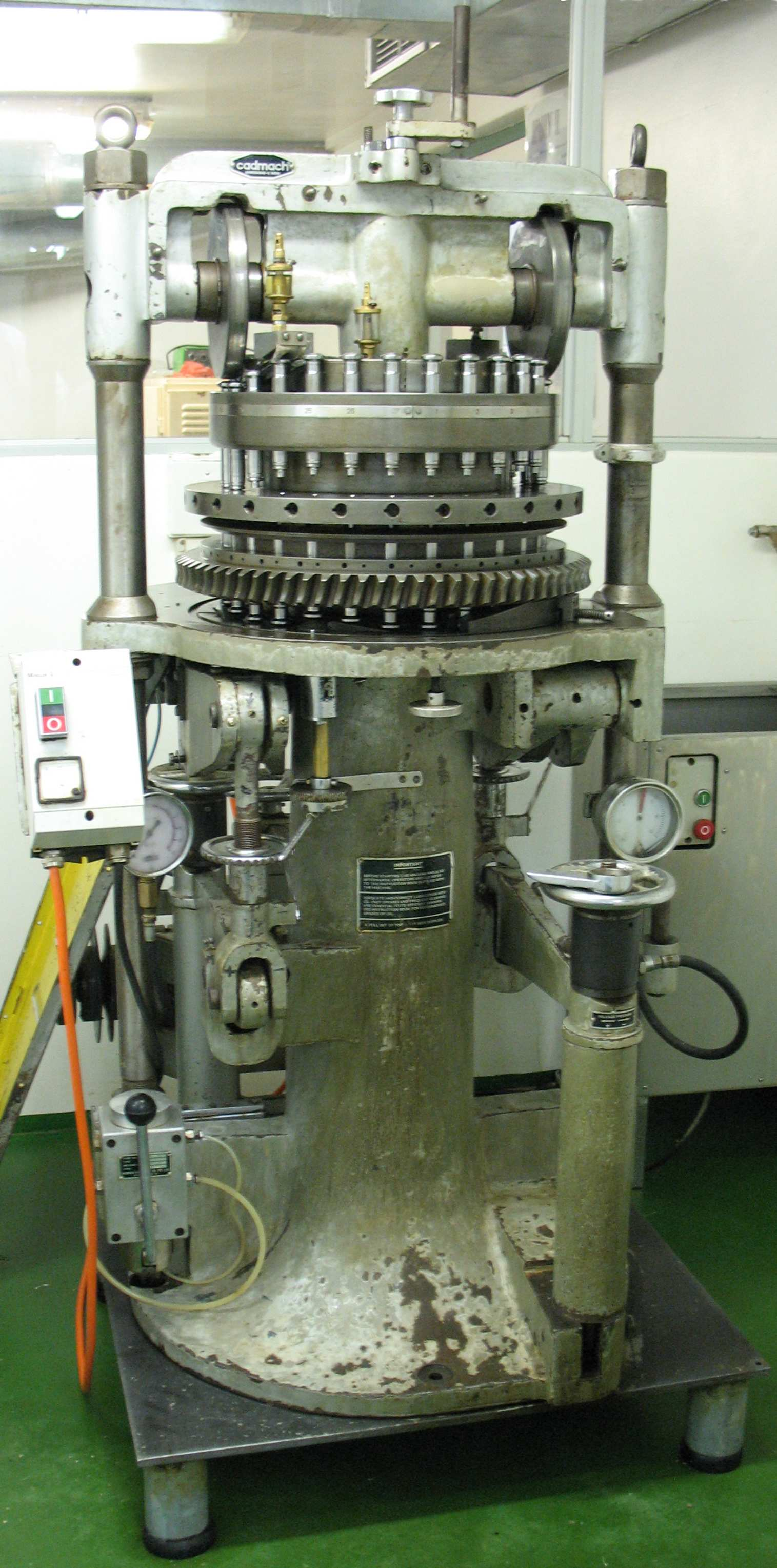
ماكينة Cadmach القديمة ذات قرص الضغط الدوار

## الفحوص المطبقة على المضغوطات

### مراقبة المضغوطات أثناء التصنيع(بالإنجليزية:Tablet In Process Controls)
عند إجراء مراقبة وزن المضغوطات أثناء الإنتاج نجد الاحتمالات الثلاثة التالية:
- 1- الوزن الافرادي للمضغوطات المراقبة تقع ضمن المجال المسموح النموذجي من قبل دستور الأدوية فالآلة جيدة ونتابع الإنتاج دون أي تدخل
- 2- الوزن الافرادي للمضغوطات المراقبة تقع ضمن المجال المقبول الأعظمي من قبل دستور الادوية الآلة تحتاج لاعادة ضبطها دون إيقاف الإنتاج.
- 3- الوزن الافرادي للمضغوطات المراقبة تقع خارج المجال المقبول من قبل دستور الادوية إنتاج الآلة سيئ نوقف الإنتاج ونرمي المنتج (المنتج مرفوض).

### 1.فحص المظهر الخارجي أو الفحص العياني Description
- الشكل | اللون | السمك | القطر - تجانس أشكال المضغوطات مع بعضها (أي أن جميع المضغوطات المنتجة تملك شكلا ولونا متشابه وتكون سليمة وخالية من العيوب وصالحة للاستخدام).

### 2.القساوة(بالإنجليزية:Hardness or Resistance to crushing)
- وهي تقاس بجهاز خاص دستوري (فايزر أو الكماشة)
- تعرف بأنها الضغط أو القوة المطبقة على 1 سم2 من سطح المضغوطة واحدتها كغ/ سم2.
- تتراوح عادة قيم القساوة للمضغوطات العادية من 3.5 – 4 كغ/ سم2.
- والمضغوطات المعدة للتلبيس 4- 5.5 كغ/ سم2 حيث تكون أعلى لأنها ستقاوم مراحل تصنيعية أكثر من العادية.
- تختلف القساوة حسب العوامل المختلفة مثل طبيعة المواد الداخلة في التحضيرة Formula أو طريقة التحضير.

### 3.فحص الهشاشية Friability Test
تعرف بأنها مقدار ما فقده المضغوط من وزنها مقدرا بالنسبة المئوية.
تقاس بواسطة جهاز خاص وهو يملك مواصفات دستورية يدور بسرعة معينة وويلك أبعاد وشفرات ثابتة.
(سرعة الدوران 25 دورة في الدقيقة لمدة 4 دقائق).
طريقة عمل الاختبار حسب (دستور الصيدلة الإنجليزي)
للمضغوطات ذات الوزن أقل أو يساوي 650 ملغ:
نأخذ عينة من المضغوطات وزنها الكلي أقرب ما يمكن لـ 6.5 غ (أي ما يقارب 10 مضغوطات أو أكثر).
أما المضغوطات التي يكون وزنها الافرادي أكبر من 650 ملغ:
نأخذ عينة مساوية لـ 10 مضغوطات.
نزن العينة (جميع المضغوطات معاً) ثم توضع في الجهاز المخصص.
نشغل الجهاز وننتضر حتى انتهاء الزمن
نخرج المضغوطات ونزيل الغبار العالق عليها ثم نزنها مرة أخرى.
تقييم النتائج:
عادة يجرى هذا الاختبار مرة واحدة.
إذا ظهرت شقوق واضحة أو تكسرات أو تفلعات تفشل في تجاوز الاختبار.
إذا كانت نسبة الخسارة صعبة الحساب (صغيرة جدا لا تميزها حساسية الميزان) أو القيمة القيمة المفقودة تجاوزت الحد المسموح يعد الفحص على عينتين ويحدد الوسطي للعينات الثلاثة.
يجب ألا تتجاوز القيمة المفقودة 1 % كحد أعظمي.
تحسب من العلاقة:
الهشاشة = [(وزن المضغوطات قبل وضعها للاختبار - وزن المضغوطات بعد وضعها للاختبار)/ وزن المضغوطات قبل وضعها للاختبار ] * 100

### 4.المحتوى من الرطوبة Water content
يجرى هذا الاختبار عند الضرورة (عندما تكون الرطوبة هامة للشكل الصيدلاني أي تؤثر على جودته أو على حساسية المادة الفعالة).
وتحدد نسبة الرطوبة المسموحة حسب تأثير الرطوبة على كل مستحضر.

### 5.فحص التفتت Disintegration Test
يتم باستخدام جهاز السلة الهزازة.
وهو الزمن اللازم لتحول المضغوطة إلى أجزاء صغيرة تكون فيها المادة الفعالة جاهزة حتى تنحل في الأوساط.
وينتهي فحص التفتت بمجرد خروج جميع الأجزاء الصغيرة من ثقوب الشبكة المعدنية الموجودة أسفل البيشر في الجهاز (السلة الهزازة).
Immediate Release
مدة الاختبار 30 دقيقة ويطبق على 6 مضغوطات.
وتعتبر المضغوطات موافقة للشروط إذا تفتتت جميع المضغوطات الست.
إذا لم تتفتت واحدة أو اثنتان من المضغوطات يعاد الفحص على 12 مضغوطة جديدة.
في هذه الحالة يجب أن تتفتت 16 مضغوطة على الأقل من أصل 18 مضغوطة التي خضعت للاختبار.
Enteric Coated
يجري في وسطين مختلفين من الـ PH وعلى مرحلتين:
الوسط الأول:
نجري الاختبار في وسط مائي عادي أو الوسط المستخدم في المضغوطات ذات التحرر المباشر.
مدة الاختبار في هذه المرحلة 120 دقيقة.
يجب أن تقاوم المضغوطة الملبسة معويا التفتت في هذا الوسط.
الوسط الثاني:
وهو ذو PH مائل للقلوية (حسب المكان من الأمعاء الموافق لتحرر المادة الفعالة).
يجب أن تتفتت المضغوطات في هذه المرحلة خلال 60 دقيقة وضمن هذا الوسط.
وتعتبر المضغوطات ناجحة في الاختبار إذا لم تتفتت ولا واحدة من المضغوطات الست.وفي حال تفتتت إحداها نعيد الاختبار في هذه المرحلة على 12 مضغوطة جديدة.
يجب أن تقاوم 16 مضغوطة من أصل 18 التي خضعت للاختبار التفتت في الوسط الحمضي في هذه المرحلة.

### 7.تجانس توزع المادة الفعالة ضمن الأشكال الجرعية Uniformity of the dosage units
A. فحص تجانس الوزن Uniformity of mass
وهو يعطي فكرة عن تجانس توزع المادة الفعالة في الوحدات الجرعية.
ولا يغني عن معايرة المادة الفعالة Uniformity of content
نزن 20 مضغوطة وزنا افراديا
ثم نحسب الوزن الوسطي
ونحسب الانحراف المعياري لكل مضغوطة عن وزنها الوسطي.
يسمح لمضغوطتين على الأكثر أن تتجاوز النسبة المحددة المسموحة
على ألا تتجاوز ولا واحدة منها ضعف النسبة المحددة.
إذا كان الوزن الوسطي للمضغوطات أقل من 80 ملغ>>> يسمح بانحراف معياري قدره ± 10%
إذا كان الوزن الوسطي للمضغوطات بين 80 & 250 ملغ>>> يسمح بانحراف معياري ± 7.5 %
إذا كان الوزن الوسطي للمضغوطات أكبر من 250 ملغ>>> يسمح بانحراف معياري ± 5%
B. معايرة المادة الفعالة Uniformity of content
إن تجانس وزن المضغوطات لا يعني بالضرورة تجانس توزع المادة الفعالة بين المضغوطات، فقد يكون المزج غير كافياً للمادة الفعالة ضمن المسحوق المعد للضغط، ومع ذلك على مضغوطات متجانسة في الوزن لكنها لا تحوي على نسب مادة فعالة متجانسة.يتم التحقق من ذلك بمعايرة المادة الفعالة بطريقة مناسبة.
يطبق هذا الاختبار (المعايرة) على عدة مضغوطات وذلك لحساب المحتوى الوسطي.
وهو غير مطلوب للفيتامينات أو للعناصر الزهيدة، ولكن يمكن إجراءه للتأكد من سلامة المنتج.
طريقة العمل:
نأخذ 10 مضغوطات وتعاير بشكل افرادي:
تحليل النتائج:
إذا كانت جميع المضغوطات تحوي مادة فعالة بنسبة 85- 115% نقبل المضغوطات.
إذا خرجت نسبة المادة الفعالة لمضغوطتين أو أكثر عن المجال 85- 115% أو تجاوزت مضغوطة واحدة 75- 125% ترفض الوجبة.
إذا خرجت نسبة المادة الفعالة لأحد المضغوطات عن المجال 85- 115% لكنها لم تتجاوز المجال 75- 125% عندهايعاد الفحص على 20 مضغوطة جديدة يسمح لمضغوطة واحدة من أصل 30 أن تتجاوز المجال 85- 115% على ألا تتجاوز المجال 75- 125%.

### 8.فحص التلوث الجرثومي Microbial contamination
إن تلوث المستحضرات الدوائية بالجراثيم بسبب اتباع شروط إنتاج غير مثالية قد يؤدي إلى ضرر على المستحضر أو المريض إما بتأثيره على ثبات المادة الفعالة أو أن تكون المتعضيات الملوثة ممرضة لمستخدم الدواء.
لذا تجرى هذه الفحوص للتأكد من عدم وجود جراثيم ممرضة نهائياً.
ويسمح للمتعضيات (الجراثيم & الفطريطات) الأخرى غير الممرضة أن تتواجد ضمن حدود دنيا محددة من قبل الدستور.
وبما أن المحتوى المائي أو رطوبة المضغوطات قليلة فإن احتمال تلوثها بالجراثيم يكون أقل من الأشكال الصيدلانية الأخرى الحاوية على نسبة رطوبة أكثر كالشرابات أو المحاليل.
تختلف الحدود المسموحة لوجود المتعضيات المستخدمة حسب مصدر المواد المستخدمة أو حسب طريقة الاستخدام Rout of administration

## طريقة التحضير
وتحضـر الحبوب بخلط مادة دوائية أو أكثر خلطـاً جيداً مع قاعدة التماسك (السواغ) المناسب.. بنسب تجعل الناتج عجينة شبه صلبة متماسكة متجانسة لدنة تحتفظ بقوامها وشكلها أثناء جمعها وتخزينها.
ويجب أن تتفتت الحبوب بعد تعاطيها في المعدة أو الأمعاء.

## السواغ
السواغ هو الوسط أو القاعدة التي توضع فيها المادة الفعالة، وهي عادة ما تكون بنسب بسيطة جداً يصعب استخدامها أو تشكيلها.
والسواغ المستعمل في صناعة الحبوب يمكن أن يكون أحد المواد التالية:
الماء - نشا - الجلسرين - صمغ عربي - الجلوكوز - مسحوق الآجار - الشراب البسيط - مسحوق العرقسوس - سكر اللبن

## تغليف الحبـوب
قد تكسى الحبوب لتحسـين مظهرها أو لتغطية الطعم الغير مستساغ للمواد التي تحتويها.. ولحفظ محتوياتها من الفساد عند التخزين.. أو لحـمايتها من العصير ((العصارة)) المعدي حتى تصل إلى الأمعاء.. أو لمنع تأثـيرها على جدار المعدة..
- والمواد المناسبة لذلك:-

السكـر- الشيكـولاتة- زبدة الكاكاو- الجيلاتين- بلسم الطولو.. أيضا.. يمكن كسوة الحبوب بالكسوة المعوية بواسطة الكـيراتين أو حمض الاستياريك أو بالسالول حينما يراد تفتيتها في الأمعاء وليس في المعدة كـما في حالة الأقراص.
- ومن أمثلة الحبوب:- حبوب الكسكـارا والبـلادونا- حبوب الصبر والحديد- حبوب الكودييـن- حبوب الحنظل والسكرات.